# Rien Poortvliet
Rien Poortvliet, född 7 augusti 1932, död 15 september 1995, var en nederländsk konstnär. 
Poortvliet är mest känd för sina illustrationer av tomtar i böckerna Tomtar och Tomtarnas hemligheter, båda med text av Wil Huygen (1922-2009).
På svenska har också givits ut boken Hundar, där Poortvliet beskriver olika hundraser i ord och bild och ger personliga tips kring hur man ska hantera sin hund.
Poortvliet signerade sina verk "rien*".